# Хосе Чека Кальво
Хосе Чека Кальво (ісп. José Checa Calvo; нар. 2 квітня 1985) — колишній іспанський тенісист.
Найвищу одиночну позицію світового рейтингу — 230 місце досяг 7 квітня 2014, парну — 266 місце — 24 серпня 2009 року.

## Титули ITF Ф'ючерс

### Одиночний розряд: (21)
| Титули за покриттям |
| ------------------- |
| Тверде (5)          |
| Ґрунт (14)          |
| Килим (2)           |

| Ранг | Дата     | Турнір                               | Покриття | Суперник                    | Рахунок         |
| ---- | -------- | ------------------------------------ | -------- | --------------------------- | --------------- |
| 1.   | Сер 2005 | Іспанія F21, Сантандер               | Ґрунт    | Хосе Антоніо Санчес де Луна | 7–65, 4–6, 7–66 |
| 2.   | Чер 2006 | Іспанія F17, Маспаломас              | Ґрунт    | Петар Попович               | 6–4, 6–2        |
| 3.   | Чер 2008 | Іспанія F22, Тенерифе                | Килим    | Оскар Буррієса              | 2–6, 7–60, 6–4  |
| 4.   | Жов 2008 | Іспанія F39, Сабадель                | Ґрунт    | Габрієль Трухільйо Солер    | 6–1, 6–3        |
| 5.   | Лис 2008 | Іспанія F41, Вілафранка-дель-Пенедес | Ґрунт    | Андреа Арнабольді           | 4–6, 6–4, 6–0   |
| 6.   | Чер 2009 | Іспанія F19, Лансароте               | Тверде   | Роберто Баутіста Аґут       | 6–1, 6–4        |
| 7.   | Сер 2009 | Іспанія F26, Шатіва                  | Ґрунт    | Агустін Бохе-Ордонес        | 6–1, 6–4        |
| 8.   | Лис 2010 | Іспанія F39, Вілафранка-дель-Пенедес | Ґрунт    | Марко Віола                 | 2–6, 6–4, 6–1   |
| 9.   | Чер 2012 | Іспанія F16, Мартос (Хаен)           | Тверде   | Герард Гранольєрс           | 6–4, 6–3        |
| 10.  | Лип 2012 | Італія F17, Сассуоло                 | Ґрунт    | Гільєрмо Оласо              | 6–2, 6–4        |
| 11.  | Лип 2012 | Італія F19, Фано                     | Ґрунт    | Міхал Пшисєнжний            | 6–4, 6–2        |
| 12.  | Сер 2012 | Іспанія F24, Віго                    | Ґрунт    | Рікардо Родрігес            | 6–4, 3–6, 6–2   |
| 13.  | Тра 2013 | Іспанія F11, Вік (Іспанія)           | Ґрунт    | Герард Гранольєрс           | 3–6, 6–4, 6–0   |
| 14.  | Сер 2013 | Іспанія F25, Бехар                   | Тверде   | Андрес Артуньєдо            | 4–0, Ret        |
| 15.  | Вер 2013 | Іспанія F29, Ов'єдо                  | Ґрунт    | Хуан Лісарітуррі            | 6–4, 6–75, 6–2  |
| 16.  | Жов 2013 | Іспанія F33, Сабадель                | Ґрунт    | Роберто Карбальєс Баена     | 3–6, 6–0, 6–2   |
| 17.  | Лис 2013 | Іспанія F39, Тенерифе                | Килим    | Хайме Пульгар-Гарсія        | 6–3, 6–77, 6–3  |
| 18.  | Гру 2013 | Іспанія F42, Лансароте               | Тверде   | Андреа Бассо                | 6–4, 6–1        |
| 19.  | Чер 2014 | Єгипет F19, Шарм-еш-Шейх             | Ґрунт    | Ріккардо Сінікропі          | 6–1, 6–3        |
| 20.  | Кві 2015 | Іспанія F7, Алькала-де-Енарес        | Тверде   | Георгі Руменов Паяков       | 3–6, 6–4, 6–3   |
| 21.  | Сер 2015 | Іспанія F23, Шатіва                  | Ґрунт    | Жоан Татло                  | 6–4, 6–1        |